# Ranunculus gmelinii
Ranunculus gmelinii — вид квіткових рослин родини жовтецеві (Ranunculaceae).

## Поширення
Вид поширений в Північній Азії (Азійська Росія, Монголія, Північний Китай) та Північній Америці (Канада, США, включаючи Аляску).

## Опис
Невелика водна або болотна багаторічна рослина з тонкими голими стеблами завдовжки 5-20 см. Нижнє листя довгочерешкове, верхнє — майже сидяче. У болотних форм пластинка листа 10-15 мм завширшки, ниркоподібна, розділена на 3 частки, середня з яких 3-роздільна, а бічні — 5-роздільні. Квітки до 10 мм в діаметрі. Складаються з п'яти чашолистків та п'яти жовтих пелюсток, які трохи довші за чашолистки. Плід складається з голих плодиків з гачкоподібними носиками.